# Mark Schwarzer
Pour les articles homonymes, voir Schwarzer.
Mark Schwarzer, né le 6 octobre 1972 à Sydney, est un footballeur international australien qui évolue au poste de gardien de but.

## Biographie

### En club
Formé au club australien du Marconi Stallions FC, Schwarzer quitte le club en 1994 pour rejoindre le Dynamo Dresde en Allemagne. En fin d'année 1995, il signe avec le FC Kaiserslautern jusqu'en 1996 et décide de rejoindre la Premier League en Angleterre avec le Bradford City AFC. En 1997, il rejoint le Middlesbrough.
Le 22 mai 2008, Schwarzer signe un contrat de deux ans avec Fulham, premier non relégué en Angleterre. Il quitte donc Middlesbrough, après 11 années et un total de 446 rencontres disputées.
À la recherche d'un club depuis son départ de Fulham à la fin de la saison 2012/2013, Schwarzer rejoint Chelsea le 9 juillet 2013 pour un an. Le 11 décembre 2013, titulaire dans le match opposant son équipe au FC Steaua Bucarest, il devient, à 41 ans, le joueur le plus âgé pour ses débuts en Ligue des champions. Il dispute son deuxième match de Ligue des champions face à l'Atletico Madrid en remplacement de Petr Čech à la 19e minute.
Le 4 janvier 2015, il quitte Londres pour Leicester. Malgré le fait de n'avoir joué que 12 matchs sous le maillot des Blues, José Mourinho le remercie vivement pour son apport au groupe et son professionnalisme.

### Carrière internationale
Le 31 juillet 1993, Mark Schwarzer honore sa première sélection face au Canada (1-1).
Il participe aux Coupes du monde de 2006 et 2010.
Le 29 janvier 2011, il devient le recordman de sélections sous le maillot australien (88e sélections) à l'occasion de la finale de la Coupe d'Asie 2011 (0-1) face au Japon.
Le 6 novembre 2013, il annonce sa retraite internationale.

## Clubs successifs
- 1991-1994 :  Marconi Stallions
- 1994-1995 :  Dynamo Dresde
- 1995-1996 :  FC Kaiserslautern
- 1996-1997 :  Bradford City AFC
- 1997-2008 :  Middlesbrough
- 2008-2013 :  Fulham
- 2013-jan. 2015 :  Chelsea
- Jan. 2015-2016:  Leicester City FC[2]

## Palmarès

### En club
- Middlesbrough
  - Finaliste de la Coupe UEFA en 2006
  - Vainqueur de la League Cup en 2004
  - Finaliste de la League Cup en 1997 et 1998
- Fulham FC
  - Finaliste de la Ligue Europa en 2010
- Chelsea
  - Finaliste de la Supercoupe de l'UEFA en 2013
- Leicester City
  - Champion d'Angleterre en 2016.

### En sélection
- Vainqueur de la Coupe d'Océanie en 2004
- Finaliste de la Coupe d'Asie des nations en 2011

### Distinctions personnelles
- Meilleur footballeur australien en 2009 et 2010
- Ordre d'Australie en 2009
- Joueur du mois de Premier League en février 2010.